# Alexander (villa)
Alexander es una villa ubicada en el condado de Genesee en el estado estadounidense de Nueva York. En el año 2000 tenía una población de 481 habitantes y una densidad poblacional de 424 personas por km².

## Geografía
Alexander se encuentra ubicada en las coordenadas 42°54′8″N 78°15′30″O / 42.90222, -78.25833.

## Demografía
Según la Oficina del Censo en 2000 los ingresos medios por hogar en la localidad eran de $51 528, y los ingresos medios por familia eran $60 000. Los hombres tenían unos ingresos medios de $42 917 frente a los $21 071 para las mujeres. La renta per cápita para la localidad era de $26 837. Alrededor del 0.8% de la población estaban por debajo del umbral de pobreza.